# Pittsburgh and Lake Erie Railroad
Die Pittsburgh and Lake Erie Railroad (P&LE, PLE) war eine US-amerikanische Eisenbahngesellschaft in den Bundesstaaten Pennsylvania und Ohio. Sitz des Unternehmens war Pittsburgh. Die Eisenbahn hatte den Spitznamen „Little Giant“ aufgrund ihrer Profitabilität trotz des kleinen Streckennetzes.

## Streckennetz, Daten
Das 650 km lange Streckennetz reichte von Pittsburgh über McKeesport nach Brownsville Junction und Connellsville im Süden und über Youngstown nach Shenango und Ashtabula im Norden. Herzstück der Linie nach Youngstown war die Brücke über den Ohio River nördlich von Pittsburgh. 1991 hatte die Gesellschaft einen Lokomotivbestand von 39 Lokomotiven und 3.174 Güterwagen.

## Geschichte

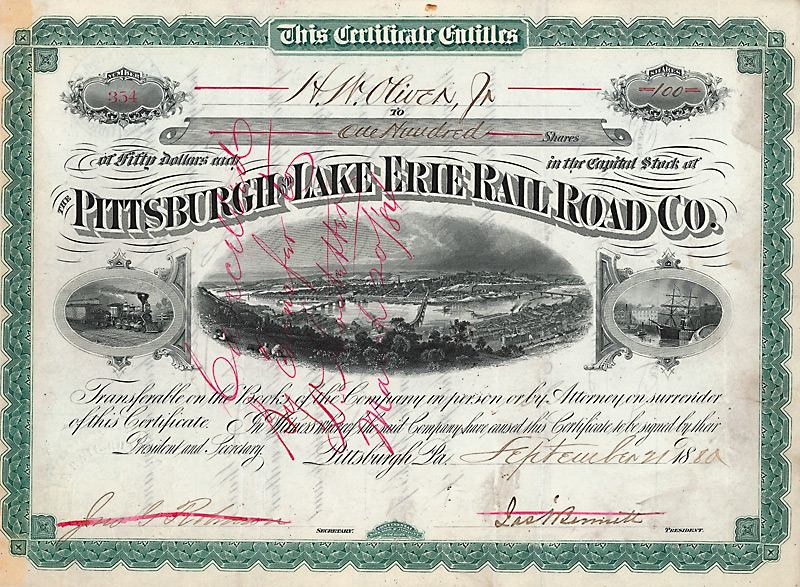
Aktie der Pittsburgh & Lake Erie Railroad vom 18. Februar 1882

1875 wurde die Gesellschaft gegründet und vier Jahre später eröffnete die Strecke von Pittsburgh nach Youngstown. Im Wettbewerb mit der Pennsylvania Railroad um die Transporte für die Stahlindustrie in Pittsburgh erwarb Cornelius Vanderbilt, Eigentümer der konkurrierenden New York Central Railroad (NYC), 15 % der Aktien der Gesellschaft.
1881 wurde für den Bau einer Strecke nach Süden zur Erschließung von Kohleminen durch die P&LE und die NYC gemeinsam die Pittsburgh, McKeesport & Youghiogheny Railroad (PMcK&Y, PMY) gegründet. Die Gesellschaft errichtete schrittweise eine rund 93 km lange Strecke von Pittsburgh Richtung Osten entlang des Monongahela River bis McKeesport und von dort im Tal des Youghiogheny River nach Süden bis Connellsville. Eine zweite, rund 87 km lange Strecke wurde von McKeesport entlang des Monongahela River nach Süden bis Brownsville errichtet. Die PMcK&Y war von Beginn an als Teil der P&LE betrieben. 1965 erwarb die P&LE schließlich den 50 %-Anteil der NYC an der PMcK&Y und verschmolz das Unternehmen auf die P&LE.
Die P&LE selbst stand ab 1889 unter der vollständigen Kontrolle der NYC und war vollständig in deren System integriert. Sie diente vor allem dem Transport zwischen Pittsburgh und den Großen Seen.
Zusammen mit der Pennsylvania Railroad wurde 1900 die Monongahela Railroad gegründet, um eine Eisenbahnstrecke südlich von Brownsville entlang des Monongahela Rivers zu bauen. Seit 1. Januar 1927 war auch die Baltimore and Ohio Railroad (B&O) an der 1915 in Monongahela Railroad umbenannten Gesellschaft beteiligt. Die P&LE verkaufte ihre Anteile 1989 an Conrail. 1946 erwarben die P&LE und die PRR paritätisch die Montour Railroad, die ein mit der P&LE-Stammstrecke verbundenes, rund 135 km langes Netz von Nebenstrecken im Westen Pennsylvanias betrieb.
Als der NYC-Nachfolger Penn Central 1970 in Konkurs ging, hatte diese 92,6 % der Aktien der P&LE und schuldete ihr 15 Mio. $. In den folgenden Jahren wurde die P&LE schrittweise aus dem Penn Central-Konzern entflochten, beispielsweise durch den schrittweisen Verzicht auf die bis dato übliche Besetzung von Führungspositionen durch zugleich bei der Muttergesellschaft beschäftigten Personen. 1975 erwarb die P&LE die von der PRR zu Penn Central gelangten Anteile an der Montour Railroad und wurde somit deren Alleineigentümer. Im Rahmen des Penn Central-Konkursverfahrens wurde die P&LE ab dem 27. Februar 1979 schließlich wieder ein unabhängiges Unternehmen. Später erhielt die Gesellschaft noch Streckenbenutzungsrechte zwischen Youngstown und Ashtabula über Conrail-Gleise zugesprochen.
Neben dem umfangreichen Güterverkehr führte die P&LE auch Personenzüge, die vor allem dem Vorortverkehr dienten. 1964 wurden noch ein wochentägliches Zugpaar zwischen Youngstown und Pittsburgh sowie weitere 1,5 Zugpaare auf dem Abschnitt südlich von College Hill in Beaver Falls angeboten. Spätestens 1968 wurden die Leistungen auf ein wochentägliches Fahrtenpaar zwischen College Hill, Beaver Falls, Aliquippa und dem P&LE-Bahnhof Pittsburgh Terminal eingeschränkt. 1978 versuchte die P&LE, das letzte verbliebene wochentägliche Zugpaar einzustellen, stieß dabei jedoch auf Widerstand der Lokalpolitik. Mit finanzieller Unterstützung des Bundesstaats setzte die P&LE den Betrieb fort. Nach signifikant gesunkenen Fahrgastzahlen wurde der P&LE-Personenverkehr schließlich mit der letzten Fahrt am 12. Juli 1985 aufgegeben. Die PATrain-Pendlerzüge nutzten einen Teil der P&LE-Infrastruktur östlich von Pittsburgh noch bis 1989.
Sah es nach 1979 zuerst nach einem guten Start und einem erfolgreichen Unternehmen aus, machte die Krise der Pittsburgher Stahlindustrie Anfang der 1980er Jahre und die starke Konkurrenz der Conrail bald alle Pläne zunichte. Nachdem auch noch die Kohlegruben an der P&LE-Strecke nach Connellsville und entlang der Gleise der Tochter Montour Railroad geschlossen werden mussten, sah sich die Gesellschaft zu Streckenstilllegungen gezwungen. Bald stand dann das gesamte Eisenbahnunternehmen zum Verkauf. Es gab verschiedene Interessenten, da jedoch die Gewerkschaften auf den Schutz der Einkommen der Beschäftigten bestanden, kam es zu keinerlei Einigung über den Verkauf.
Im Mai 1990 einigte sich die Railroad Development Corporation, als potentieller Käufer der P&LE schließlich mit den Gewerkschaften über die zu zahlenden Abfindungen. Am 6. Juni 1990 erfolgte der Erwerb durch die RDC. Die Unternehmensleitung der P&LE sabotierte jedoch diese Übernahme und die Railroad Development Corporation stieg aus dem Geschäft wieder aus.
Im Juli 1991 erwarb schließlich die CSX Transportation die rund 100 km lange Hauptstrecke von McKeesport über Pittsburgh bis New Castle, über die sie bereits seit Baltimore-and-Ohio-Railroad-Zeiten Streckennutzungsrechte besaß. Der Untergang der Gesellschaft war jedoch nicht mehr aufzuhalten.
Am 11. September 1992 war der letzte Betriebstag. Die Strecken und Streckennutzungsrechte wurden durch die CSX-Tochter Three Rivers Railway erworben. Nach Ablauf einer Sperrfrist wurde die Gesellschaft am 17. September 1993 in den Gesamtkonzern fusioniert.

## Tochtergesellschaften der Pittsburgh & Lake Erie Railroad
- Die Montour Railroad (MTR), war bis 1975 in gemeinsamen Besitz mit der Penn Central, vorher Pennsylvania Railroad und bediente vor allem Kohleminen westlich von Pittsburgh. In den Jahren 1983 bis 1986 wurde der Betrieb komplett eingestellt.
  - Eine Tochter der Montour Railroad war die Youngstown and Southern Railway die eine Strecke südlich von Youngstown befuhr. Die Strecke wurde in den 1990er Jahren mit Mitteln des Columbiana Countys saniert und an die Central Columbiana and Pennsylvania Railroad vermietet. Nach deren Bankrott am 14. Juni 2004 wird die Strecke seit dem 17. Dezember 2004 von der Ohio and Pennsylvania Railroad betrieben.
- Die Pittsburgh, Chartiers and Youghiogheny Railway war eine 19 km lange Nebenstrecke zwischen McKees Rocks und Carnegie (Pennsylvania). Sie ging nach dem Ende der P&LE an die Conrail über. Die Strecke wurde später von der Pittsburgh Industrial Railroad, eine Tochter der RailTex (später RailAmerica), und nach deren Verkauf von der Ohio Central Railroad betrieben.
- Die Lake Erie and Eastern Railroad war eine Rangiergesellschaft in Youngstown, die sich in gemeinsamen Besitz mit der Mahoning Coal Railroad befand.

## Trivia

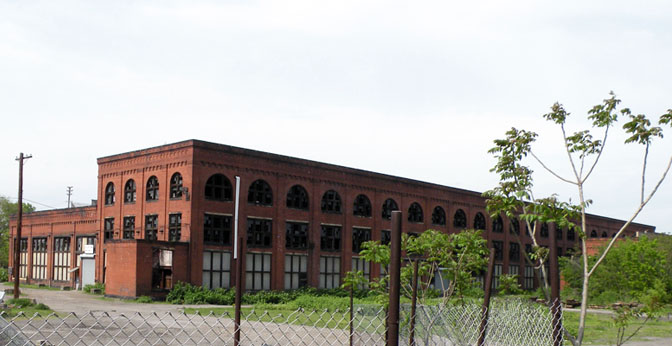
PLE Mc Kees Rocks Locomotive Shops

Die Betriebswerke Mc Kees Rocks der PLE wurden um 1910 zum Vorbild für den Umbau des Bahnbetriebswerks Altona der damaligen Preußischen Staatseisenbahnen genommen.